# Cervona Dolîna, Pavlohrad
Cervona Dolîna (în ucraineană Червона Долина) este un sat în comuna Bulahivka din raionul Pavlohrad, regiunea Dnipropetrovsk, Ucraina.

## Demografie
Componența lingvistică a localității Cervona Dolîna
     Ucraineană (88,64%)
     Rusă (11,36%)
Conform recensământului din 2001, majoritatea populației localității Cervona Dolîna era vorbitoare de ucraineană (88,64%), existând în minoritate și vorbitori de rusă (11,36%).